# Jenista Mhagama
Jenista Joackim Mhagama (* 23. Juni 1967, auch Jenista Joakim Mhagama) ist eine tansanische Politikerin. Sie ist Mitglied der Partei Chama Cha Mapinduzi (CCM), Parlamentsmitglied und seit 2022 Ministerin für Management des öffentlichen Dienstes und gute Regierungsführung.

## Leben

### Ausbildung
Jenista Mhagama besuchte die Mfaranyaki-Grundschule in Songea, dann von 1982 bis 1985 die weiterführende Mädchenschule in Peramiho im Distrikt Songea. Von 1986 bis 1989 war sie auf dem College für Lehrerausbildung in Korogwe, das sie mit dem Diplom abschloss. Anschließend studierte sie am Cambridge International College und erhielt 2004 das Diplom für modernes Management und Verwaltung. Am gleichen Institut erreichte sie 2021 den Titel Master.

### Beruf
Jenista Mhagama arbeitete ab 1990 als Lehrerin, zuerst in der höheren Mädchenschule in Songea, von 1997 bis 2000 für die „Vocational Education and Training Authority“. In diesem Zeitraum war sie auch Vorsitzende der Gewerkschaft für Forscher und Akademiker (RAAWU).

## Politik
Jenista Mhagama ist seit 1986 Mitglied der Partei Chama Cha Mapinduzi. Im Jahr 2000 wurde sie auf einen spezielle Sitz für Frauen ins Parlament gewählt, seit 2005 ist sie für den Wahlkreis Peramiho Parlamentsmitglied. 2010 wurde sie Vorsitzende des Gemeindeentwicklungsausschusses des Parlaments, 2013 Vize-Ministerin im Ministerium für Bildung und Berufsausbildung. Im Jahr 2014 berief sie John Magufuli zum Minister für politische Koordinierung und parlamentarische Angelegenheiten, 2015 zum Minister für Politik, parlamentarische Angelegenheiten, Arbeit, Beschäftigung, Jugend und Behinderte. Diese Position nahm sie auch nach den Wahlen 2020 wieder ein, bevor sie 2002 Samia Suluhu Hassan zur Ministerin für Management des öffentlichen Dienstes und gute Regierungsführung machte.